# 홋카이도이료다이가쿠역
홋카이도이료다이가쿠역(일본어: 北海道医療大学駅)은 일본 홋카이도 이시카리군 도베쓰정에 위치한 홋카이도 여객철도 삿쇼 선의 철도역이다. 역 번호는 G14이며, 상대식 승강장 2면 2선의 구조를 갖춘 지상역이다.

## 타는 곳
| 번선 | 노선                    | 행선                 |
| ---- | ----------------------- | -------------------- |
| 1・2 | ■ 삿쇼선 (가쿠엔토시선) | 도베쓰 · 삿포로 방면 |

## 이용 현황
| 승차 인원 추이 | 승차 인원 추이 |
| 연도           | 1일 평균       |
| -------------- | -------------- |
| 1999           | 996            |
| 2000           | 1,026          |
| 2001           | 95             |
| 2002           | 1,117          |
| 2003           | 1,151          |
| 2004           | 1,337          |

## 역사
- 1981년 12월 1일: 일본국유철도에서 다이가쿠마에 임시승강장(大学前仮乗降場)으로 설치.
- 1982년 4월 1일: 다이가쿠마에역으로 정식 영업 개시.
- 1987년 4월 1일: 일본국유철도 민영화에 따라 홋카이도 여객철도 소속이 됨.
- 1995년
  - 3월 16일: 대학 명칭 변경에 따라 홋카이도이료다이가쿠역에 명칭 변경.
  - 12월 1일: 신규 승강장 설치.
- 2007년 10월 1일: 역번호 부여.
- 2008년 10월 25일: IC 승차권 키타카 도입(소엔 방면만 사용 가능).
- 2012년 6월 1일: 소엔 - 당역 구간이 교류 20,000 볼트 50 헤르츠)로 전철화.
- 2013년: 역사 철거.
- 2020년 5월 7일: 당역 - 신토쓰카와 구간이 폐지됨에 따라 시·종착역이 됨.

## 화랑

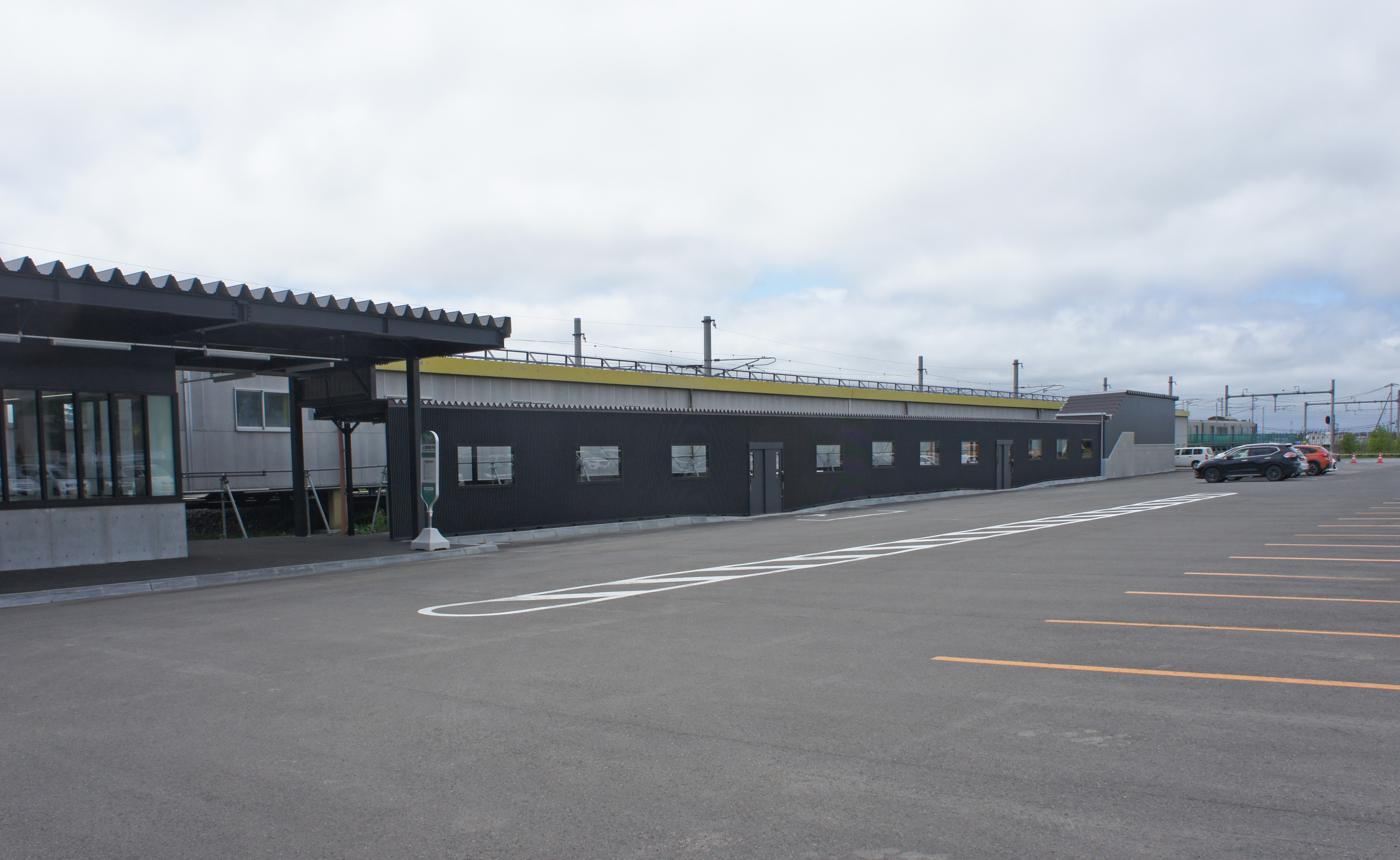
서쪽 출입구(2020년 5월)
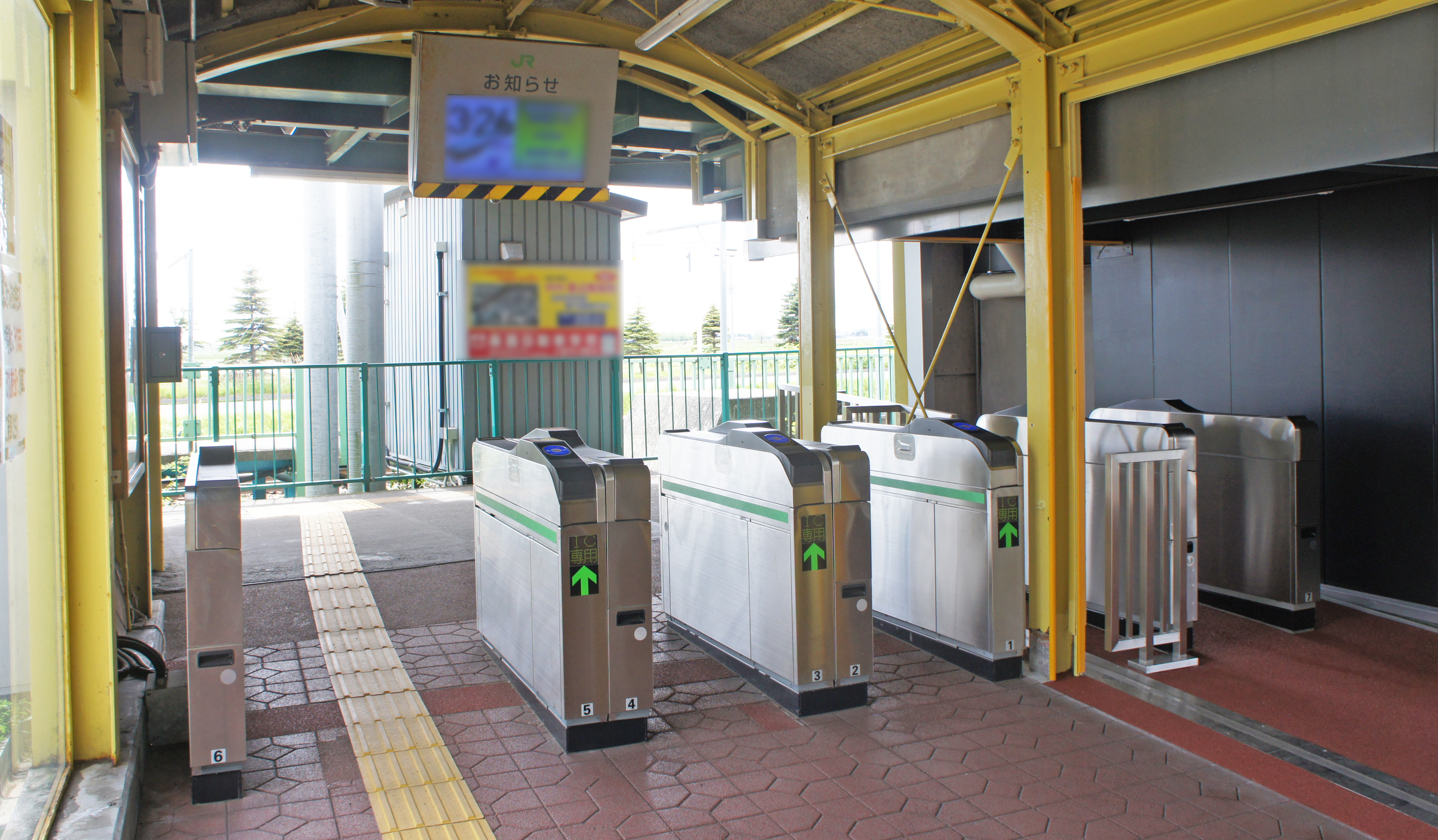
동쪽 출입구에 설치된 개찰(2020년 5월)
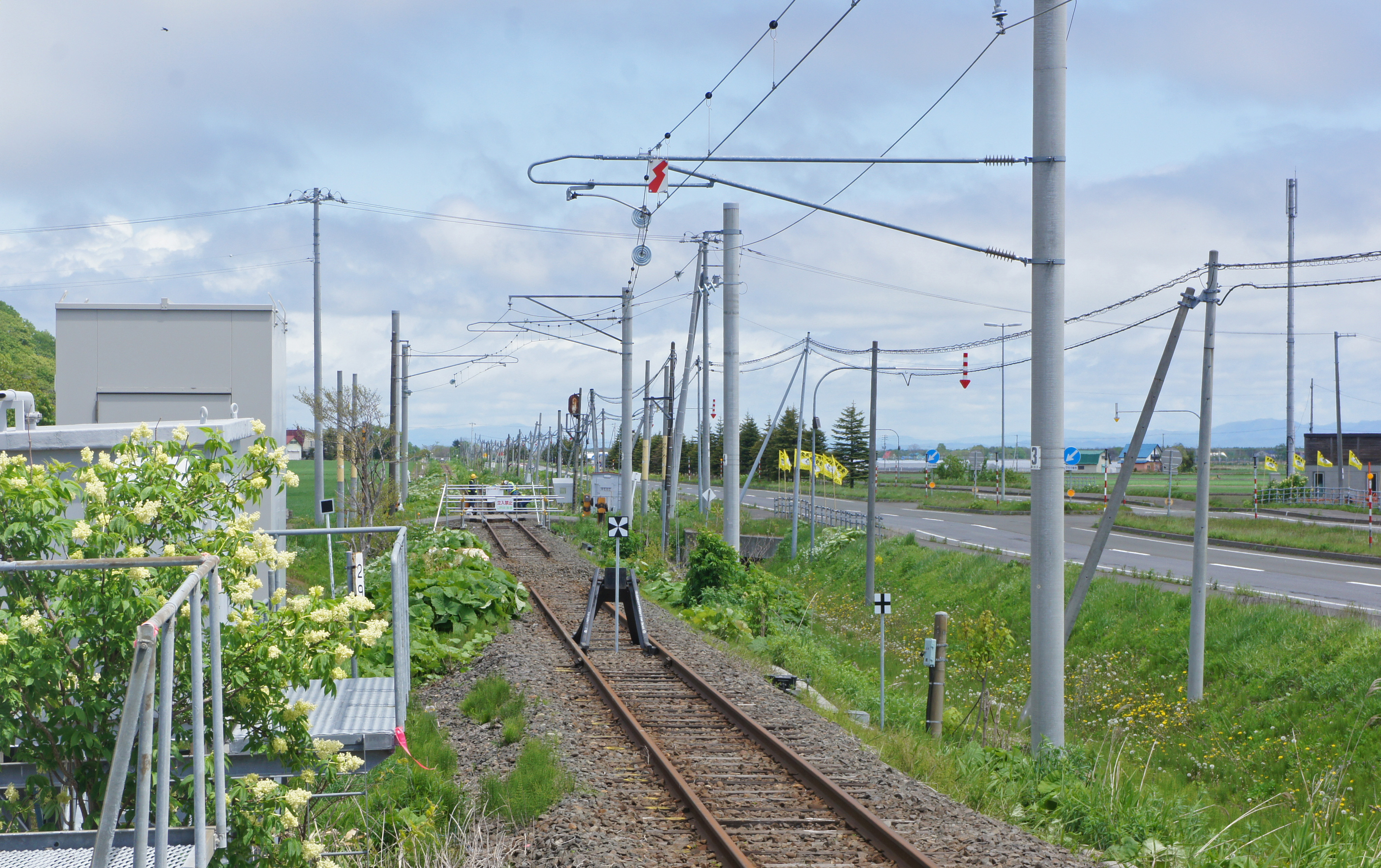
폐지된 신토쓰카와 방면 모습(2020년 5월)
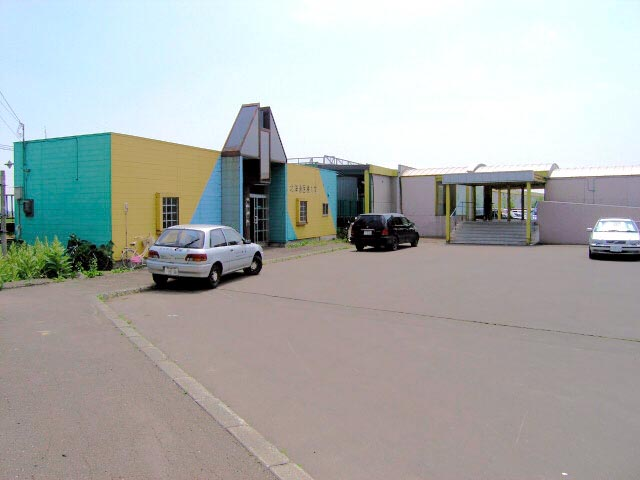
역사(2004년 6월)
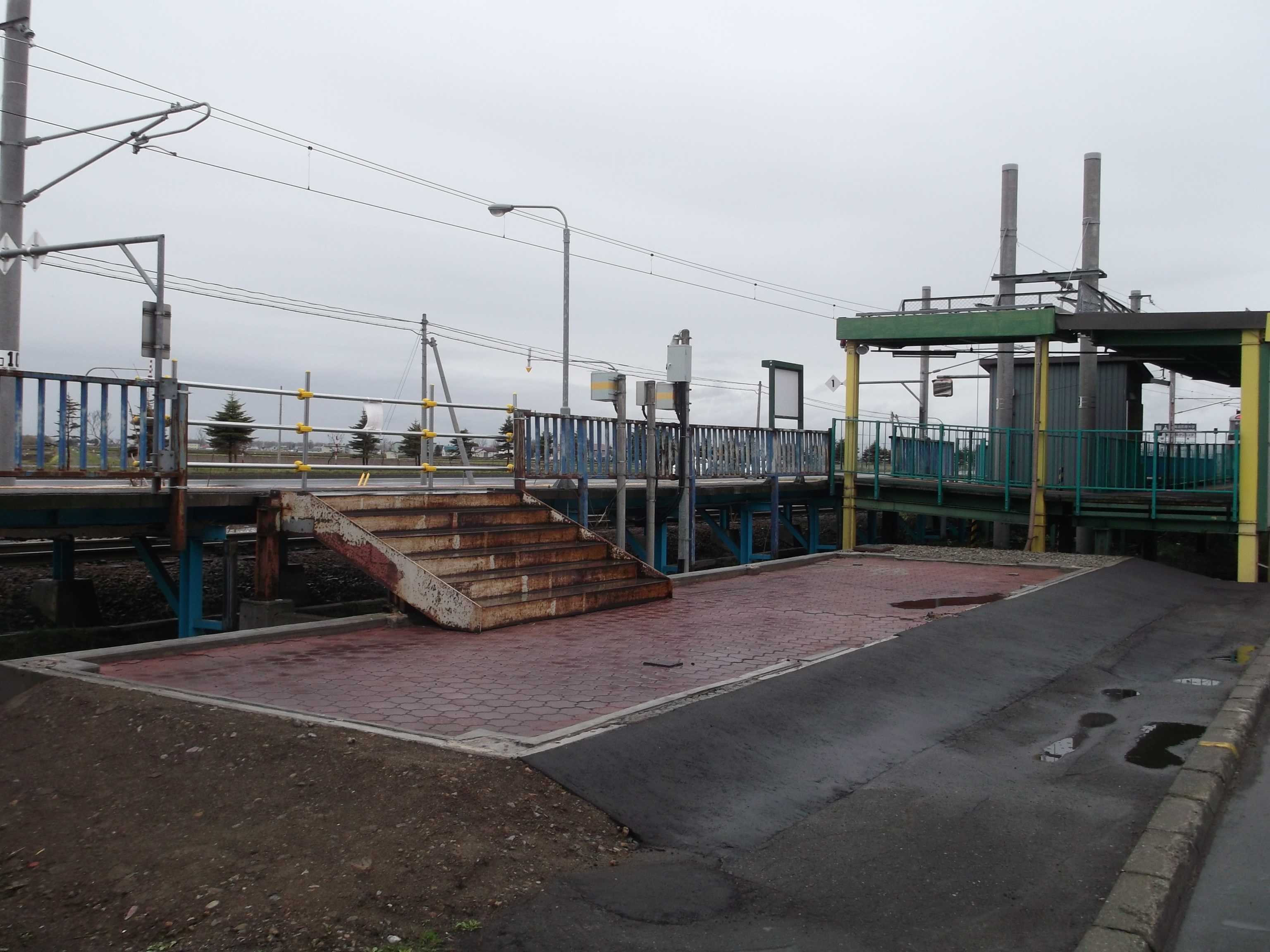
역사 철거 후(2013년 5월)

## 역 주변
- 국도 제275호선
- 홋카이도 의료 대학 도베쓰 캠퍼스

## 인접 역
| 홋카이도 여객철도 ■ 가쿠엔토시선 | 홋카이도 여객철도 ■ 가쿠엔토시선 | 홋카이도 여객철도 ■ 가쿠엔토시선 |
| -------------------------------- | -------------------------------- | -------------------------------- |
| G13 도베쓰 삿포로 방면           | ● 보통                           | 시·종착역                        |